# اورباخ (ارتسگبیرگسکرایس)
اورباخ (به آلمانی: Auerbach) یک شهر در آلمان است که در ارتسگبیرگسکرایس واقع شده‌است. اورباخ ۲٬۸۹۷ نفر جمعیت دارد.